# Jacques-Arsène d'Arsonval

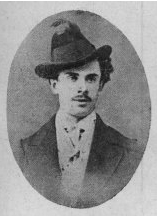
Jacques-Arsène d'Arsonval (1873)

Jacques-Arsène d'Arsonval (La Porcherie, 8 juni 1851 – Parijs, 13 december 1940) was een Franse arts, natuurkundige en uitvinder. Hij ontwikkelde de draaispoelgalvanometer en waarschijnlijk ook de thermokoppel-ampèremeter.
D'Arsonval droeg belangrijk bij aan het in de 19e eeuw opkomende gebied van de elektrotherapie, de studie van de effecten van elektriciteit op biologische organismen.

## Biografie
In een gezin van negen kinderen was Jacques-Arsène d'Arsonval een van de twee die de kinderjaren overleefden. Hij studeerde aan het Lycée Impérial in Limoges.
Na de Frans-Pruisische Oorlog van 1870 ging hij naar Parijs waar hij de beroemde fysioloog Claude Bernard ontmoette en zijn lezingen aan het Collège Sainte-Barbe in Parijs volgde. Na Bernards dood assisteerde hij Charles-Édouard Brown-Séquard en volgde hem op aan het Collège de France toen Brown-Séquard in 1894 overleed.
Reeds in 1881 stelde d'Arsonval voor om de thermische energie (temperatuurgradiëntenergie) van de oceanen te gebruiken om elektriciteit op te wekken. Maar het was d'Arsonvals leerling Georges Claude, die op basis van dit principe in 1950 de eerste werkende OTEC-installatie in Cuba bouwde.

## Galvanometer
D'Arsonval staat door zijn vele ontdekkingen op het gebied van het geneeskundig toepassen van elektriciteit aan de basis van de moderne elektrofysiologie. Zo bestudeerde hij de medische effecten van hoogfrequente elektrische stromen op dieren en mensen. Om de zwakke stromen van de spiersamentrekkingen op te sporen bouwde hij diverse meetinstrumenten, waaronder de draaispoelgavanometer, die hij samen met natuurkundige Marcel Deprez rond 1880 ontwikkelde.

## Genootschappen en onderscheidingen
D'Arsonval was een actief lid van genootschappen op het gebied van elektrotherapie, natuurkunde, elektronica en elektrotechniek, en was daarnaast lid van de Académie Nationale de Médecine (1888) en de Académie des Sciences (1894). Hij werd in 1884 benoemd tot ridder in het Franse Legioen van Eer en werd in 1931 bevorderd tot de rang van grootkruis in dezelfde orde. Hij was een van de 42 leden van de Académie des Sciences die de waarde van het Esperanto erkenden en op 1 juni 1924 een verzoek ondertekenden om:
1. het onderwijs van het Esperanto minstens facultatief in te voeren in de officiële programma's van de wetenschapsklassen van alle onderwijsinrichtingen;
2. de taal bij wetenschappelijke congressen aan te nemen als officiële taal met gelijke rechten als de nationale talen, tot het experiment bevestigt dat ze geschikt is om de enige officiële taal te worden;
3. de aandacht van de directeurs van de wetenschappelijke of technische uitgeverijen te vestigen op de interesse die het gebruik van deze taal biedt voor hun publicaties, bestemd voor het buitenland;
4. vanaf dan reeds de wetenschappers en technici voor te bereiden op het gebruik ervan in hun contacten met hun buitenlandse collega's en hun daarna te laten weten wanneer ze daarmee klaar zijn;
5. een commissie in te stellen om fundamenteel wetenschappelijke vakterminologie in Esperanto voor te bereiden en uit te werken, en de technische genootschappen uit te nodigen hetzelfde te doen voor hun specialisaties.